# Stephen Dodson Ramseur
Stephen Dodson Ramseur (31. maj 1837 – 20. oktober 1864) var en af de yngste konfødererede generaler i den amerikanske borgerkrig. Han blev dødeligt såret i slaget ved Cedar Creek i Shenandoah-dalen.

## Tidlige år
Dodson Ramseur brugte i reglen ikke sit fornavn; nære venner kaldte ham "Dod". Han blev født i Lincolnton, North Carolina og gik på Davidson College, hvor han studerede matematik under Daniel Harvey Hill, en anden senere konfødereret general. Han fortsatte på West Point, hvor han fik eksamen i 1860 og blev udnævnt til sekondløjtnant ved 3. og 4. U.S. Artilleriregiment lige inden krigen brød ud.

## Borgerkrigen
Ramseur ventede ikke indtil North Carolina trådte ud af Unionen, men sluttede sig den konfødererede hær i Alabama. Han skiftede hurtigt til 10. North Carolina Milits. Han blev oberstløjtnant i 3. North Carolina Infanteri regiment den 27. maj 1861. Han blev såret med et brækket kraveben da han blev kastet af hesten i juni og var ukampdygtig indtil det følgende forår.

### Peninsula kampagnen
Ved starten af Peninsula kampagnen i 1862 havde Ramseur kommandoen over artilleriet i brigadegeneral John B. Magruders division, men blev valgt til oberst for 49. North Carolina infanteriregiment den 12. april 1862. I Syvdagesslaget kom Ramseur i sit første større slag i Slaget ved Malvern Hill, hvor han ledte et udsigtsløst angreb mod de styrke Unionsstillinger og blev alvorligt såret i højre arm. Med armen kvæstet og lammet vendte Ramseur hjem for at komme sig. Efter Slaget ved Antietam vendte han tilbage fra sin orlov og fik ledelsen af en brigade med fire regimenter fra North Carolina i brigadegeneral Robert E. Rodes' division af generalløjtnant Stonewall Jackson's korps. Efter at være blevet forfremmet til brigadegeneral den 1. november 1862, var han i en alder af 25 den yngste general i den konfødererede hær på daværende tidspunkt.  Det var en bemærkelsesværdig karriere for en som var gået glip af så mange slag, men general Robert E. Lee havde været meget imponeret af Ramseurs aggressive indsats ved Malvern Hill.

### Chancellorsville
I slaget ved Chancellorsville, var Ramseurs brigade den forreste i Jacksons berømte march rundt om flanken den 2. maj 1863 mod Unionens højre flanke. Generalmajor J.E.B. Stuart, som midlertidigt havde kommandoen over korpset efter at Jackson blev dødeligt såret, gav ordre til et trefoldigt leve for brigadens aggressive angreb og anbefalede at Ramseur blev forfremmet til generalmajor. Det skete først et år senere. Ramseurs indsats var faktisk for aggressiv, da hans brigade rykkede for hurtigt frem foran de andre brigader, kom i en udsat position, og løb tør for ammunition. De måtte hurtigt have forstærkning fra nabobrigaden for at kunne fastholde det vundne. Hans brigade havde højere tab i slaget – over 50 % – end nogen anden brigade, og den følgende dag blev han såret igen, denne gang i benet. General Lee skrev om Ramseurs brigade efter slaget:
| Citat                                               | Jeg anser den brigade- og regimentschefer for at være blandt de bedste i deres respektive rangklasser i hæren, og i slaget ved Chancellorsville, hvor brigaden udmærkede sig og led meget, var general Ramseur blandt dem hvis indsats især blev rost overfor mig af general Jackson, i en meddelelse hans sendte til mig efter at han var blevet såret. | Citat |
| Robert E. Lee, officiel rapport om Chancellorsville | |       |

### Gettysburg
I slaget ved Gettysburg var Ramseurs brigade en af fem, som Rodes den 1. juli førte i et angreb sydpå fra Oak Hill mod højre flanke af Unionens 1. Korps. Ramseur startede i reserven, men de mislykkede angreb fra brigaderne under brigadegeneralerne Alfred Iverson og Edward A. O'Neal tvang ham til at rykke frem og holde angrebet i gang. I stedet for at gentage deres direkte angreb svingede han til venstre over Mummasburg Road og ramte forsvarerne bagfra, slog dem på flugt og drev dem tilbage gennem byen. (Dette angreb var ikke så vanskeligt som Iversons og O'Neals fordi unionsforsvarerne nu kun havde en brigade på plads i stedet for to og var ved at udgå for ammunition. Ramseur blev skuffet, da han fik ordre til at indstillet forfølgelsen af fjenden ved foden af Cemetery Hill. Det var afslutningen på kampen ved Gettysburg for Ramseur; Rodes division lå uvirksom nordvest for Cemetery Hill i de følgende to dage og trak sig tilbage til Virginia sammen med resten af Army of Northern Virginia. Ramseur tog hjem på orlov for at gifte sig med Ellen E. "Nellie" Richmond og de tilbragte tre måneder sammen i den konfødererede hærs vinterkvarter.

### The Wilderness
I Slaget ved the Wilderness ved begyndelsen af Overland kampagnen i 1964, lå Ramseur igen i reserven. Den 7. maj 1864, blev hans brigade kaldt frem og smadrede ind i generalmajor Ambrose Burnsides 9. Korps, som forsøgte at omgå Ramseurs korps. Både Lee og korpschefen generalløjtnant Richard S. Ewell skrev beundrende om hans modige angreb, som drev Burnsides tropper en kilometer tilbage. I Slaget ved Spotsylvania Court House, gennemførte hans brigade et modangreb mod 2. Korps under generalmajor Winfield S. Hancock efter dets angreb på "Mule Shoe" ved "Bloody Angle". Voldsomme mand-mod-mand kampe, nogle af de mest intense i krigen, varede i over 20 timer. Hans blev såret igen under angrebet, skudt i højre arm, så han faldt af hesten, men nægtede at forlade slagmarken.

### Generalmajor
Ramseur overtog ledelsen af Jubal A. Earlys division da denne overtog Ewells post efter Spotsylvania. Han fik en midlertidig forfremmelse til generalmajor den 1. juni 1864, og blev dermed den yngste kandidat fra West Point nogensinde, der blev forfremmet til generalmajor i den konfødererede arme. Han kæmpede i Slaget ved Cold Harbor og hans var den første division som opfangede Grant inden denne kunne erobre Petersburg.

### Shenandoah kampagnen
I juni 1864 blev Ramseur og resten af Earlys korps sendt til Shenandoah-dalen af Lee for at trække Unionsstyrker væk fra Petersburg i Shenandoah kampagnen. De gennemførte et langt og vellykket raid ned gennem dalen til Maryland, og nåede udkanten af Washington, D.C., inden de vendte om. Generalmajor Philip Sheridan blev af Grant sendt af sted for at drive Early ud af dalen. Den 19. september 1864 angreb Sheridan de konfødererede i Tredje slag ved Winchester. Ramseurs division blev slået på flugt under et kraftigt Unionsangreb i nærheden af Stephenson's Depot. Efter sigende græd Ramseur åbent, og beskyldte sine mænd for retræten. Hans kollega Rodes blev dødeligt såret.

### Cedar Creek og død
Ved et overraskelsesangreb en måned senere slog Early to tredjedele af Unionens hær på flugt i slaget ved Cedar Creek den 19. oktober, men hans tropper var sultne og udmattede og faldt ud af rækkerne for at plyndre unionens lejr. Det lykkedes for Ramseur at indfange nogle få hundrede soldater fra sin division og stod med demi centrum af linjen da Sheridan gennemførte et modangreb. De holdt unionsangrebet tilbage i halvanden time. Ramseur udviste stort mod i at bringe samling på sine tropper, men han blev såret mens han på iøjnefaldende vis red rundt og tiltrak sig en stadig beskydning. Han blev såret i armen og hans hest blev skudt bort under ham. En ny hest blev også dræbt. På sin tredje hest blev han ramt gennem begge lunger og faldt. Senere blev han taget til fange af unionssoldater.
Dodson Ramseur døde den følgende dag i nærheden af Meadow Mills, Virginia, i Sheridans hovedkvarter i Belle Grove Mansion. Hans sidste ord var: "Bring denne besked til min dyrebare hustru—Jeg død som en kristen og håber at møde hende i Himmelen." Dagen før slaget fik Ramseur besked om at han var blev far til en lille datter. Han ligger begravet i nærheden af sit fødested i St. Luke's Episcopal Cemetery.
Jubal Earlys beretning om Ramseur ved Cedar Creek opsummerer manden og hans gerninger:
| Citat                                        | Generalmajor Ramseur faldt i hænderne på fjenden, dødeligt såret, og med ham led ikke blot min enhed men hele landet et stort tab. Han var en meget modig og energisk officer, som ikke blev skræmt af katastrofer, men hans mod og energi syntes at få ny styrke midt i forvirring og kaos. Han faldt på sin post mens han kæmpede som en løve, og hans hjemstat har god grund til at være stolt over hans minde. | Citat |
| Jubal Early, officiel rapport om Cedar Creek | |       |

## Arv
Byen Ramseur i den østlige del af Randolph County, North Carolina er opkaldt efter Stephen Dodson Ramseur.

## Yderligere læsning
- Gallagher, Gary W., Stephen Dodson Ramseur: Lee's Gallant General, The University of North Carolina Press, 1985, ISBN 0-8078-4522-1.

## Eksterne kilder
- Web biografi over Ramseur
- America's Civil War magazine artikel om Ramseur